# Копировальная бумага

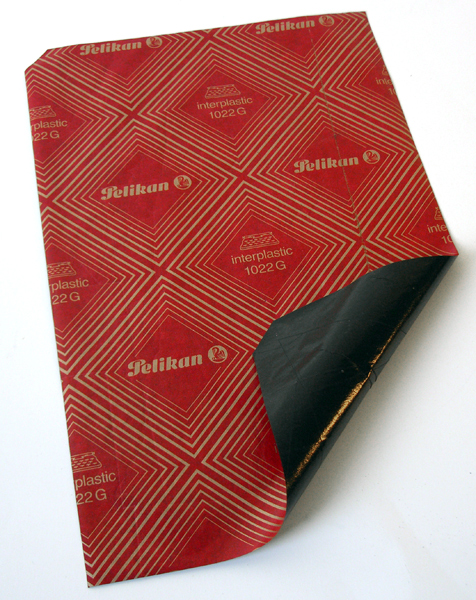
Лист копировальной бумаги

Копирова́льная бумага, копи́рка — тонкая бумага с нанесённым на одну из сторон красящим слоем, предназначенная для получения копии документа при письме или рисовании карандашом, шариковой ручкой, печати на пишущей машинке или матричном принтере.

## История

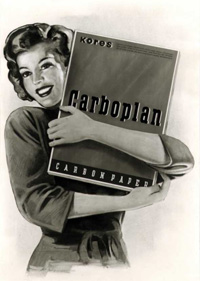
Реклама копирки

Первый патент на копировальную бумагу для «стилографического писчего прибора» (Stylographic Writer) для слепых был получен 7 октября 1806 года Ральфом Веджвудом. Его копирка пропитывалась типографской краской и была двусторонней.
Примерно в 1808 году Пеллегрино Турри (Pellegrino Turri) создаёт пишущую машинку и копировальную бумагу для неё. Его изобретения не дошли до нашего времени, однако сохранились напечатанные при их помощи документы.
В её современном виде технология была впервые запатентована в Великобритании 7 октября 1806 года. Копировальная бумага на основе сажи стала производиться промышленно в 1820-х годах, но получила значительное распространение в 1870-х, с появлением массовых пишущих машинок. Копирку стали покрывать сажей, смешанной со специальной мастикой, что позволило избавиться от основного недостатка предшественницы — склонности к загрязнению всего, с чем она соприкасалась.
Наибольшее распространение получила копировальная бумага с красочным слоем чёрного (для пишущих машин) и фиолетового (для рукописей) цветов, однако выпускались также копировальные бумаги и других цветов.
В СССР копировальная бумага была настолько дефицитным продуктом, что достать её можно было только по блату через спекулянтов, а один лист её стоил дороже чем многие советские книги. Выбрасывать её запрещалось, поскольку её «могли подобрать агенты империализма», поэтому использовалась она до тех пор, пока не была затёртой и пробитой до дыр, а уже потом уничтожалась в присутствии представителя первого отдела, а об её уничтожении составлялся соответствующий акт. Дефицитным продуктом копирка оставалась до конца советского строя, а поскольку достать её получалось только в сильно подержанном состоянии, по словам поэта О. Виговского, «лупили по клавишам изо всех сил, чтобы текст нормально пропечатывался» (подробнее чит. Пишущие машинки в соцлагере). Копировальная бумага, найденная при обысках у диссидентов, подшивалась к материалам дела как вещественное доказательство по статье об «антисоветской агитации и пропаганде».

### Самокопирующаяся бумага

В середине XX века появилась специальная самокопирующаяся бумага. Оборотная сторона такой бумаги покрыта микрокапсулами, которые лопаются при надавливании; заполняющее их вещество, вытекая, реагирует с покрытием лицевой стороны следующего листа бумаги, оставляя на нём яркий след. В самокопирующейся бумаге различают верхний (химический слой на нижней стороне), серединный (химический слой с обеих сторон) и нижний (химический слой на верхней стороне) листы. Применяется самокопирующаяся бумага при печати квитанционных блокнотов, и т. д.

## Технология применения
Лист копировальной бумаги прокладывается между двумя листами обычной так, чтобы сторона, покрытая красящим слоем, была обращена вниз. При письме (печати) на бумагу оказывается давление, в результате чего частицы краски, нанесённой на копировальную бумагу, переходят на нижний лист.
При неправильном расположении копировальной бумаги (красящим слоем вверх) копии не получается, а на обороте верхнего листа бумаги формируется зеркальное изображение написанного (напечатанного) текста или рисунка.
Можно одновременно делать несколько копий, чередуя листы писчей и копировальной бумаги. Количество возможных копий зависит от толщины писчей бумаги и силы нажима при письме (силы удара литер пишущей машинки или иголок матричного принтера), однако на практике, как правило, не получается добиться удовлетворительной читаемости шестой и последующих копий.
С распространением копировальных аппаратов и другой оргтехники потребность в копировальной бумаге значительно снизилась, однако в предприятиях бытового обслуживания, не использующих компьютеры и контрольно-кассовую технику, она используется до сих пор для быстрого заполнения изготовленных в типографиях и прошитых в книжки бланков строгой отчётности, а также для получения оттисков эмбоссированных пластиковых карт.